# Tizanidin
A tizanidin (INN: tizanidine) centrálisan, a harántcsíkolt izmokra ható, főleg gerincvelői támadásponttal rendelkező izomrelaxáns. A preszinaptikus alfa2-receptorok ingerlése révén gátolja az excitatórikus (N-metil-D-aszpartát-NMDA-receptorokat ingerlő) aminosavak felszabadulását. Az izomtónus fokozódásáért felelős poliszinaptikus reflexeket gátolja, az interneuronok szintjén ezáltal csökkenve a harántcsíkolt izmok tónusát.
Mindezen túl a tizanidin mérsékelt centrális fájdalomcsillapító hatással is rendelkezik.
Egyaránt hatásos akut fájdalmas izomgörcsökben és gerincvelői vagy cerebralis eredetű krónikus spasztikus izomtónus fokozódásban. Csökkenti a passzív mozgatással szembeni ellenállást, enyhíti a spazmust és clonust, javíthatja az izomerőt.

## Védjegyezettnevű készítmények
- Sirdalud